# دومینیون ریسورسس
دومینیون (به انگلیسی: Dominion) شرکت انرژی آمریکایی است، که در زمینه تولید، انتقال و توزیع برق، همچنین توزیع گاز طبیعی فعالیت می‌نماید.
شرکت دومینیون در سال ۱۹۸۳ راه‌اندازی شد و در حال حاضر دارای ۹٫۷۰۰ کیلومتر شبکه انتقال برق و ۲۳٫۰۰۰ کیلومتر خط لوله انتقال گاز در ایالات متحده می‌باشد.
دفتر مرکزی این شرکت در شهر ریچموند، ریچموند قرار دارد و بخشی از سهام آن در بازار بورس نیویورک معامله می‌شود. شرکت دومینیون در سال ۲۰۱۲ در فهرست فرچون ۵۰۰ در رتبه ۱۵۷ از بزرگترین شرکت‌های ایالات متحده آمریکا، قرار گرفت.